# عجوقة أرضية
الجعدة الأرضية (الاسم العلمي:Ajuga chamaepitys) هو نوع نباتي يتبع جنس العجوقة من الفصيلة الشفوية. تم وصف هذا النوع من النبات علمياً لأول مرة من قبل كارولوس لينيوس سنة 1753 ويوهان كريستيان دانيل فون شربر سنة 1774.

## تسميات
خامافيطس، كمافيطوس، جعدة صفراء، جعدة أرضية، شندقـورة، صنوبر الأرض، صنوبر أرضي، راتنجية أرضية، عرفص، مرارة الحجر، حشيشة الجرح، عرصف، عشبة النجارين، بوق أرضي.